# Carl De Geer (Politiker)

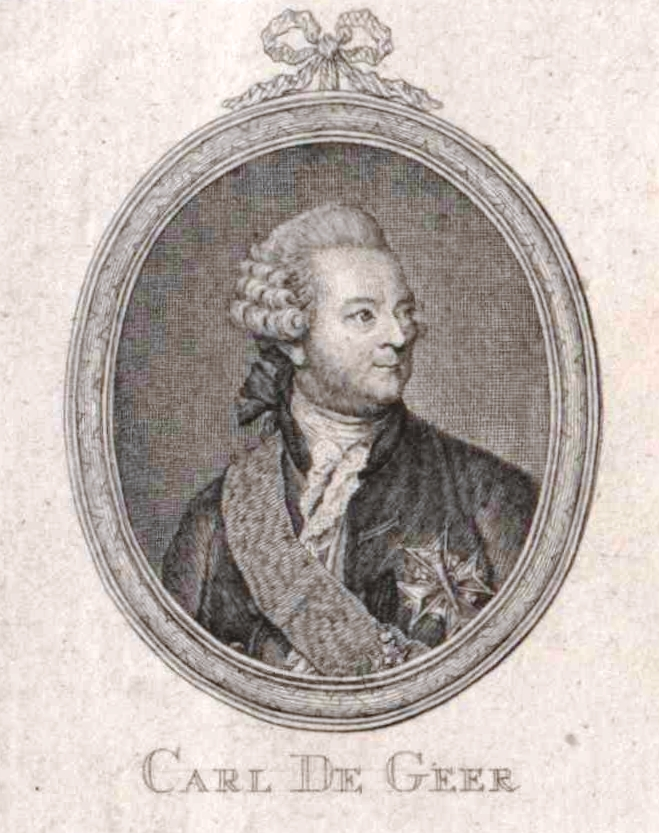
Carl de Geer

Carl de Geer (* 8. März 1747; † 13. Januar 1805 in Stockholm) war ein schwedischer Freiherr und Politiker.

## Leben
Carl de Geer war ein Sohn von Carl de Geer (1720–1778) und dessen Ehefrau Katarina Charlotta Ribbing (1720–1787).
Carl de Geer trat 1762 als Fähnrich in die Schwedische Leibgarde ein, beendete jedoch schon zwei Jahre später seine militärische Laufbahn. Nach dem Tod des Vaters 1778 erbte er das Fideikommiss Leufsta und galt als reichster Magnat Schwedens. Er wurde Mitglied des Reichstags und schloss sich sofort der Oppositionspartei an. 1786 stellte er sich auf die Seite Axel von Fersens d. Ä. und hatte wesentlichen Anteil an dessen Erfolg. Er nahm Verbindung mit dem russischen Gesandten Arkadi Iwanowitsch Morkow auf, der ihn auf Leufsta besuchte. Auch zu dessen Nachfolger Andrei Kirillowitsch Rasumowski pflegte er freundschaftliche Beziehungen. 1789 stand de Geer im Ritterhaus an der Spitze der Opposition, die versuchte den König zu konstitutionellen Zugeständnissen zu bewegen. Daraufhin wurde er zusammen mit anderen oppositionellen Adligen verhaftet und vom politischen Leben ausgeschlossen. 1790 wurde er zum Mitglied der Königlich-Schwedischen Akademie der Wissenschaften in Stockholm gewählt.
De Geer heiratete 1770 Ulrica Elisabeth von Liewen und 1777 Eleonore Vilhelmina von Höpken, Tochter des Reichsrates Anders Johan von Höpken. Sein Sohn Carl de Geer (1781–1861) heiratete 1810 die Freiherrin Ulrika Sofia Sprengtporten. Deren einzige Tochter Sofia Eleonora Charlotta (1813–1888) heiratete Baltzar Julius Ernst von Platen.
Carl de Geer wurde im Dom zu Uppsala begraben.